# Steenwerpen

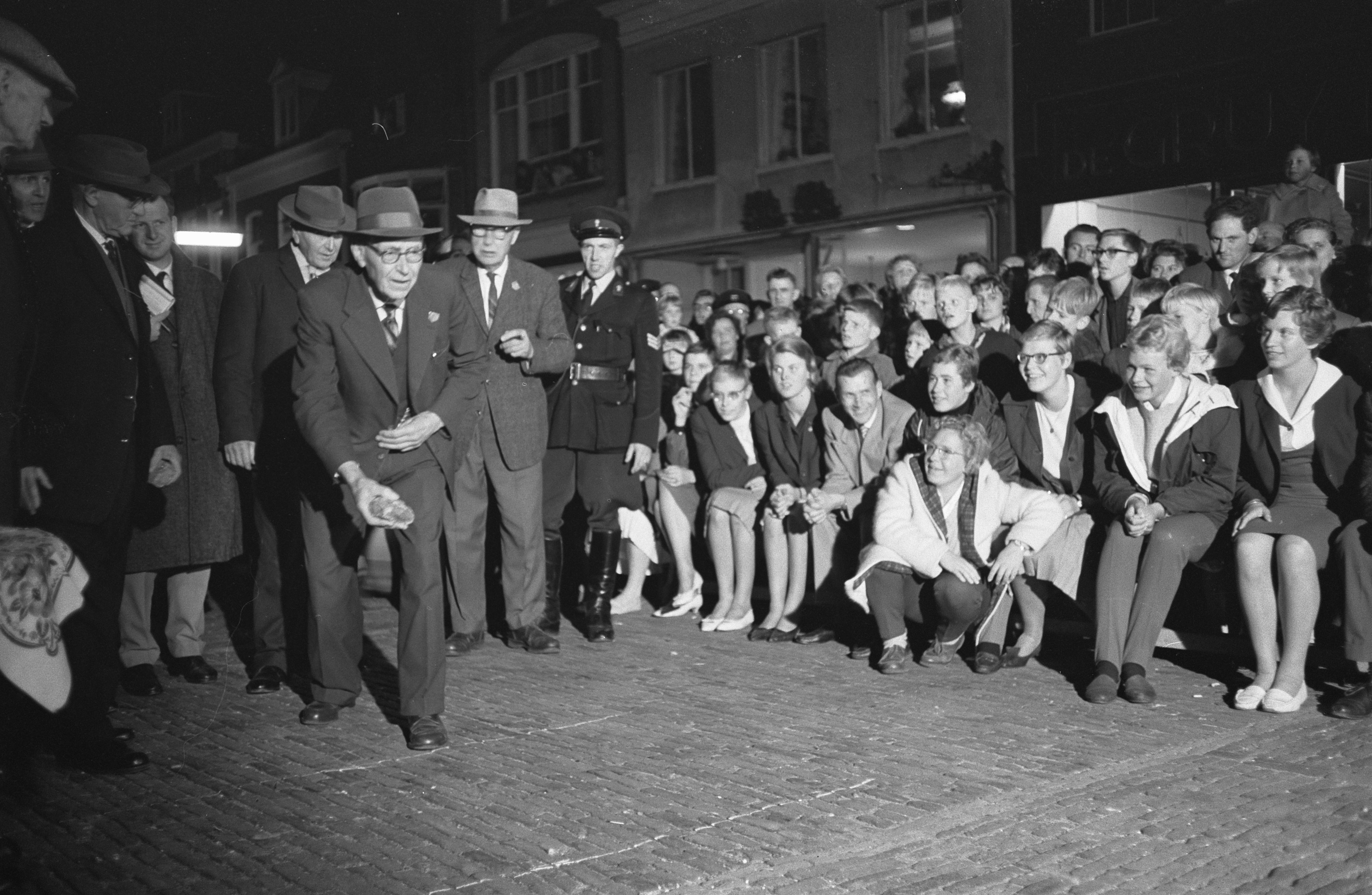
Een wedstrijd steenwerpen in Purmerend in 1962

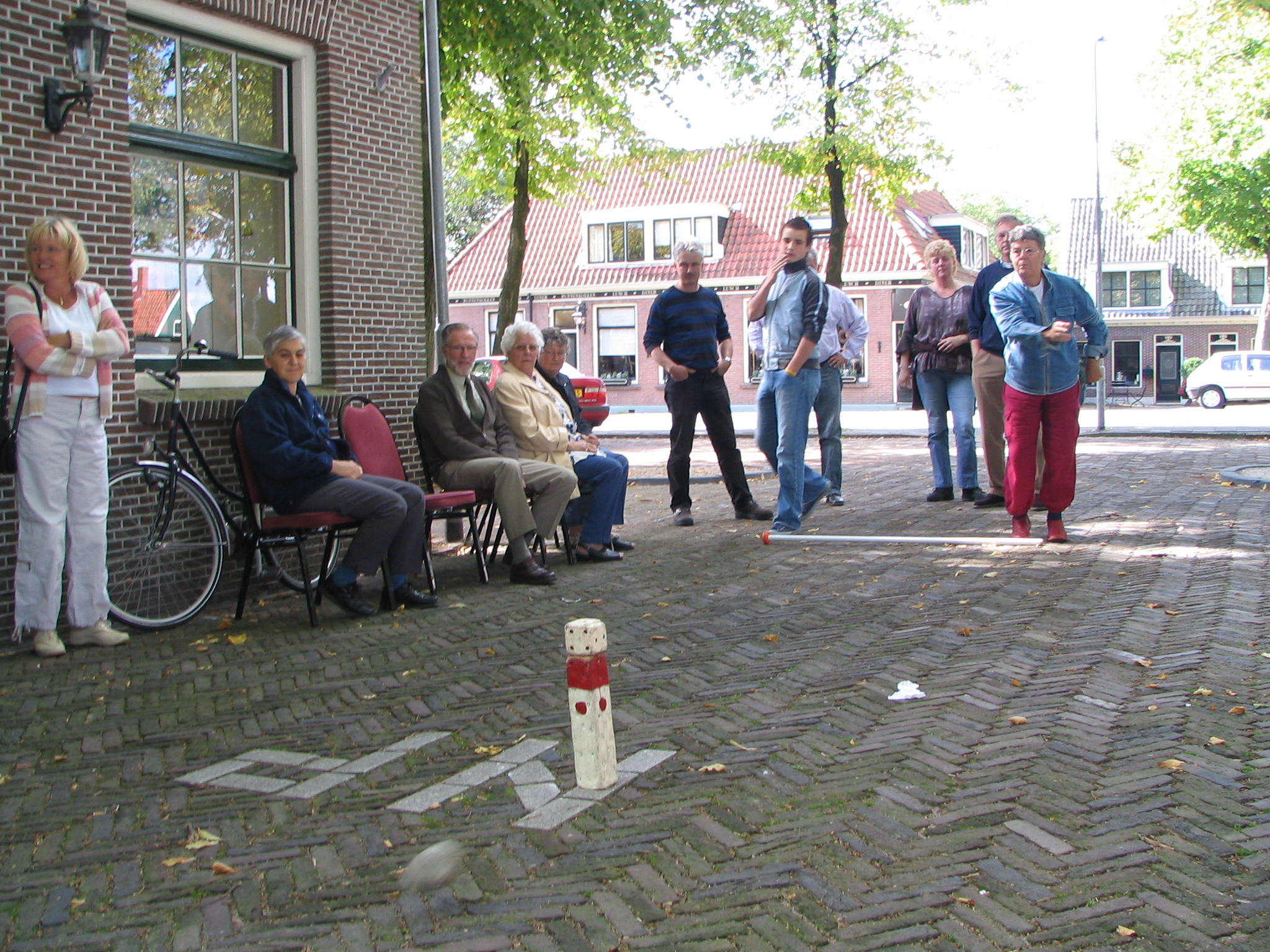
Steenwerpen

Steenwerpen (ook wel keiensmijten) is een traditionele sport die in de Middenbeemster op de markt gespeeld wordt. Ook in Purmerend wordt jaarlijks een toernooi gehouden op de Koemarkt.
Bij het steenwerpen is het de bedoeling om met een kei een paaltje met daarop een dobbelsteen (met de 1 boven) omver te gooien. Wanneer beide omgegooid worden krijgt de werper het aantal punten dat de dobbelsteen toont. Wanneer alleen de dobbelsteen omvalt krijgt de werper het dubbele aantal punten.
Er zijn twee versies van het spel: in de meer competitieve versie wordt er een plaat voor het paaltje gelegd waar de steen niet op mag komen. Dit is om het rollen van de steen te voorkomen.